# 19916 Donbass
19916 Donbass eller 1976 QH1 är en asteroid i huvudbältet som upptäcktes den 26 augusti 1976 av den rysk-sovjetiske astronomen Nikolaj Tjernych vid Krims astrofysiska observatorium på Krim. Den har fått sitt namn efter Donetsbäckenet ett landområde på gränsen mellan Ukraina och Ryssland.